# Sam Brownback
Samuel Dale Brownback (* 12. září 1956) je americký republikánský politik, současný velvyslanec USA pro mezinárodní náboženskou svobodu. Působil jako guvernér Kansasu a je bývalým americkým senátorem za stát Kansas.
20. ledna 2007 oznámil svůj záměr se ucházet republikánskou nominaci na post amerického prezidenta, v říjnu 2007 svou kandidaturu kvůli nedostatku financí i podpory veřejnosti stáhl. V roce 2010 už svůj senátorský mandát neobhajoval.